# Andrea Jelinek
Andrea Jelinek (* 1961 in Wien) ist eine österreichische Juristin. Von 1. Jänner 2014 bis 31. Dezember 2023 war sie Leiterin der österreichischen Datenschutzbehörde sowie seit 1. Februar 2018 Vorsitzende des Europäischen Datenschutzausschusses.

## Werdegang
Jelinek studierte Jus und schloss das Studium als Dr. iur. ab. Während des Studiums arbeitete sie beim Fonds zur Förderung der wissenschaftlichen Forschung in Wien als Referentin, dann als Rechtsanwaltskonzipientin und erneut als Referentin im Generalsekretariat der Rektorenkonferenz. Im Jahr 1993 wechselte sie als Referentin ins Innenministerium, 2003 wurde sie schließlich zur ersten Stadthauptfrau (Leiterin eines Polizeikommissariats) in Wien mit Zuständigkeitsbereich für den Gemeindebezirk Landstraße ernannt. Im Jahr 2010 wechselte sie als Leiterin in die fremdenpolizeiliche Abteilung der Bundes- beziehungsweise später Landespolizeidirektion Wien.
Im Dezember 2013 wurde Jelinek als erste Leiterin der per 1. Jänner 2014 als Nachfolgerin der Datenschutzkommission eingerichteten Datenschutzbehörde bestellt – vorerst für fünf Jahre, diese Funktion wurde aber auf weitere fünf Jahre bis Ende 2023 verlängert. Im Februar 2018 wurde sie für fünf Jahre zur Vorsitzenden des Europäischen Datenschutzausschusses gewählt. Jelinek ist zudem ad-hoc-Richterin am Europäischen Gerichtshof für Menschenrechte.
Jelinek gilt als Expertin für Asyl- und Fremdenrecht.

## Privates
Jelinek ist Mutter einer Tochter.

## Auszeichnungen
- Großes Ehrenzeichen für Verdienste um die Republik Österreich[6]